# Spinefarm Records
Spinefarm Records, anciennement Spikefarm Records, est un label discographique indépendant finlandais, basé à Helsinki. Ils sont spécialisés dans le heavy metal.

## Histoire
En 1999, un sous-label intitulé Spikefarm Records est lancé par Sami Tenetz de Thy Serpent. Depuis 2002, Spinefarm fait partie de Universal Music Group, mais fonctionne comme une unité commerciale indépendante.
Au début de l'année 2016, Spinefarm Records acquiert Candlelight Records. Le 18 août 2017, Spinefarm Records annonce le lancement mondial du sous-label Snakefarm Records. Snakefarm signe depuis Tyler Bryant and the Shakedown et d'autres. Les genres de prédilection du label sont le roots rock, le blues rock et la country.
En 2023, Spinefarm Records possède des offices à New York, Londres et Helsinki.

## Groupes et artistes

### Spinefarm
- 36 Crazyfists
- Airbourne[7]
- Amaranthe
- Amberian Dawn
- Amorphis
- Anti-Flag
- Atreyu
- Beherit
- Barathrum
- Beto Vázquez Infinity
- Billy Talent
- The Black League (en)
- Bob Malmström (en)
- Brother Firetribe
- The Browning
- Bullet for My Valentine[8]
- Celesty
- Charon
- Children of Bodom
- ChthoniC (en)
- Creeper
- Crow Mother (en)
- D'espairsRay (Royaume-Uni uniquement)
- Dark Tranquillity
- Darkwoods My Betrothed
- Dayseeker (en)[9]
- Dayshell (en)
- Dead by April
- Dead Poet Society
- Diablo Swing Orchestra
- DragonForce
- Dragonlord
- Dreamtale
- Eilera
- Electric Wizard
- Emigrate
- Employed to Serve
- End of You (en)
- Entheos (en)
- Eternal Tears of Sorrow
- Finntroll
- Five Finger Death Punch (États-Unis uniquement)
- For My Pain (en)
- Hangman's Chair
- He is Legend (en)
- Hevein
- Helloween (Royaume-Uni uniquement)
- In Mourning
- Jettblack (en)
- Kalmah
- Killing Joke
- Kiuas
- Kobra and the Lotus
- The Kovenant
- Lullacry
- Machinae Supremacy
- Metsatöll[10]
- Mucc (Royaume-Uni uniquement)
- MyGRAIN (en)
- My Passion (en)
- My Ticket Home
- Nightwish
- Nonpoint
- Norther
- One Morning Left (en)
- Pain Confessor (en)
- Puppy (en)
- Reckless Love (en)
- Rotten Sound
- Saint Asonia
- Santa Cruz
- Satyricon
- Saul
- Seether
- Sentenced
- Sethian (fi)
- Shining (Norvège)[11]
- Shining (Suède)
- Sinergy
- Slaves to Gravity (en)
- Sleep Token
- Soen
- Sonata Arctica
- Swallow the Sun
- Tarja Turunen
- Tarot
- Throne of Chaos (en)
- Thy Serpent
- To/Die/For
- Toothgrinder (en)
- The Treatment
- Turbowolf (en)
- Twilightning (en)
- Von Hertzen Brothers (en)
- Voodoo Six (en)
- Warmen
- Venom
- Varsity (en)[12]
- We Came as Romans (Europe uniquement)

### Candlelight
- Absu
- Coltsblood
- Black Moth
- Burning the Oppressor
- Daylight Dies
- Demon Lung
- Diablo Swing Orchestra
- Dreamshade[13]
- Emperor
- Ihsahn
- Insomnium
- Khors
- Limbonic Art
- Ninkharsag
- Orange Goblin
- PSOTY (en)
- Shade Empire (en)
- Shrapnel
- Sigh
- Sigiriya
- Throne of Katarsis
- Ultra Violence
- Vampillia
- Vision of Disorder
- Voices
- Winterfylleth
- Witchsorrow
- Zyklon

### Snakefarm
- Austin Meade
- BOWEN * YOUNG
- Broken Witt Rebels
- Brothers Osborne (en) (Royaume-Uni uniquement)
- Chris Shiflett (Royaume-Uni uniquement)
- Eric Church (Royaume-Uni uniquement)
- Jon Pardi (Royaume-Uni uniquement)
- Kip Moore (Royaume-Uni uniquement)
- Marcus King (Royaume-Uni uniquement)
- Marty Stuart (en) and his Fabulous Superlatives
- The Temperance Movement (US et Canada)
- The White Buffalo
- Whiskey Myers (en)